# 深港科技创新合作区
深港科技创新合作区是香港特別行政區和深圳市計劃合作發展的創新科技研發基地，地域包括位於深圳河以北的深圳園區及深圳河以南落馬洲河套地區的香港園區。
《中華人民共和國國民經濟和社會發展第十四個五年規劃和2035年遠景目標綱要》明確支持香港建設國際創新科技中心，並將深港河套納入粵港澳大灣區四個重大合作平台之一。深港科技創新合作區以「一河兩岸」、「一區兩園」的理念構建，深圳園區佔地約300公頃，香港園區佔地約87公頃。
香港政府與深圳市人民政府在2017年簽署《關於港深推進落馬洲河套地區共同發展的合作備忘錄》，隨後在2021年簽訂了《關於推進河套深港科技創新合作區「一區兩園」建設的合作安排》。
2023年8月，国务院印发《河套深港科技創新合作區深圳園區發展規劃》，對深圳園區規劃建設特別是與香港園區協同發展作出全面部署，標志著河套合作區深圳園區開發建設進入全面實施階段。

## 外部連結
- 官方网站